# Åke Vallbo
Åke Bernhard Vallbo, född 1933 i Ödeshög, Östergötlands län, är en svensk fysiolog. Han är professor emeritus i fysiologi vid Sahlgrenska akademin.